# Миядзу
Миядзу (яп. 宮津市 Миядзу-си) — город в Японии, находящийся в префектуре Киото. Площадь города составляет 172,74 км², население — 16 769 человек (1 октября 2020), плотность населения — 97,08 чел./км².

## Географическое положение
Город расположен на острове Хонсю в префектуре Киото региона Кинки. С ним граничат города Кётанго, Майдзуру, Фукутияма и посёлки Ине, Йосано.

## Население
Население города составляет 16 769 человек (1 октября 2020), а плотность — 97,08 чел./км². Изменение численности населения с 1980 по 2005 годы:
| 1970 | 31 603 чел. |  |
| 1975 | 30 194 чел. |  |
| 1980 | 28 881 чел. |  |
| 1985 | 27 895 чел. |  |
| 1990 | 26 450 чел. |  |
| 1995 | 24 937 чел. |  |
| 2000 | 23 276 чел. |  |
| 2005 | 21 512 чел. |  |
| 2010 | 19 948 чел. |  |
| 2015 | 18 426 чел. |  |

## Символика
Деревом города считается Pinus thunbergii, цветком — Rhododendron dilatatum.